# Put ’Em Up
Put 'Em Up – dwudziesty drugi singel Namie Amuro. Został wydany przez wytwórnię avex trax 16 lipca 2003. Piosenka Put 'Em Up miała wyjść w 2000, lecz wstrzymano się z jej wydaniem do 2003. Singel utrzymywał się w rankingu Oricon tylko przez sześć tygodni. Sprzedano wtedy  41 149 kopii płyty. Najwyżej w Oriconie singel był na #7 pozycji. Put 'Em Up jest jednym z najgorzej sprzedających się singli w karierze Amuro. Teledysk Put 'Em Up zadebiutował 25 czerwca 2003 w stacji MTV Japan. Nakręcono go w Kanagawa, Japonia. Teledysk został nominowany do nagrody Best Your Choice, Best buzzASIA z Japonii oraz dwukrotnie do Best R&B Video. Namie Amuro nie zdobyła żadnej z nagród.

## Lista utworów
| 1. | Put 'Em Up                            | 4:03  |
|    |                                       |       |
| 2. | Exist for You                         | 4:19  |
|    |                                       |       |
| 3. | Put 'Em Up (wersja instrumentalna)    | 4:03  |
|    |                                       |       |
| 4. | Exist for You (wersja instrumentalna) | 4:17  |
|    |                                       |       |
|    |                                       | 16:42 |
|    |                                       |       |

## Wystąpienia na żywo
- 4 lipca 2003 - CDTV
- 14 lipca 2003 - Hej! Hey! Hej! Music Champ
- 17 lipca 2003 - AX Music Factory
- 19 lipca 2003 - Pop Jam
- 25 lipca 2003 - Music Station
- 22 września 2003 - Hej! Hey! Hej! Music Champ Awards

## Personel
- Namie Amuro - wokal
- Michico – wokal wspierający
- Moca – tancerz
- Rika – tancerz
- Ryo – tancerz
- Shige – tancerz
- Subaru – tancerz

## Produkcja
- Producenci - Dallas Austin, Debra Killings
- Remix – Keven "KD" Davis, Alvin Speights
- Dyrektor wokalu – Daisuke Imai
- Reżyser – Ugichin
- Choreograf - Warner

## Oricon
| Diagram                                                    | Pozycja |
| ---------------------------------------------------------- | ------- |
| Dzienny diagram Oricon (w pierwszym dniu sprzedaży)        | #7      |
| Tygodniowy diagram Oricon (w pierwszym tygodniu sprzedaży) | #7      |
| Miesięczny diagram Oricon (w pierwszym miesiącu sprzedaży) | #28     |
| Roczny diagram Oricon                                      | -       |